# Gerhard Meyer (Bibliothekar)
Gerhard Meyer (* 4. August 1900 in Christiansfeld; † 1. November 1984 in Königsfeld im Schwarzwald) war ein deutscher Historiker, Bibliothekar und Direktor der (späteren) Gottfried Wilhelm Leibniz Bibliothek – Niedersächsischen Landesbibliothek.

## Leben
Gerhard Meyer wurde zur Zeit des Deutschen Kaiserreichs in Christiansfeld, einer Herrnhuter Siedlung, im damaligen Nordschleswig geboren. Sein Vater war dort zweiter Pfarrer und Schulleiter. Hier erfuhr er die Grundlinien seines späteren Lebens: Einerseits die Herrnhuter Frömmigkeit, die er in seiner späteren Zinzendorfforschung aufgenommen hat, andererseits das Interesse für Schlesien, die Heimat seines Vaters.
Als Schüler des Gymnasiums Augustum in Görlitz 1912–1921 begann er mit Familienforschung und stellte die Vorfahren in ihre jeweilige kulturgeschichtliche Umwelt.
Ab 1921 studierte Meyer Geschichte, Germanistik, Philosophie, Kunstgeschichte, Rechtswissenschaften und Paläografie in Tübingen, Leipzig, Genf. 1925 wurde er summa cum laude promoviert mit einer Arbeit über die Entwicklung der Straßburger Universität und trat als Dr. phil. in Leipzig in den Bibliotheksdienst ein. 1927 wurde er als Bibliotheksrat und Betreuer des dortigen Nachlasses von Leibniz an der Niedersächsischen Landesbibliothek in Hannover angestellt.
Während des Zweiten Weltkriegs war Gerhard Meyer wegen eines Augenleidens für den Dienst an der Waffe nicht geeignet. Er war in dieser Zeit als Kriegsverwaltungsrat an Heeresbüchereien in Berlin, Straßburg und Stuttgart tätig. Wegen seiner geistigen Ferne zur NSDAP politisch unbelastet, konnte er 1945 unmittelbar nach Kriegsende seinen Bibliotheksdienst an der Landesbibliothek in Hannover fortsetzen.
1953 wurde Meyer zum Direktor der Landesbibliothek ernannt und leitete diese bis zu seiner Pensionierung 1961.
1931 heiratete Meyer in Hannover Wilma Sophie Minna Lanz geb. Kuhlmann (* 1880 † 1940) und 1948 in zweiter Ehe, ebenfalls in Hannover, Brigitte Vogt geb. Voss (* 1922 † 1996). Mit ihr hatte er zwei Kinder: Wilma Erdmuthe Dorothee (* 1949) und Karl Matthias (* 1953).
1961 übersiedelte Gerhard Meyer mit seiner Familie nach Königsfeld im Schwarzwald, einer Herrnhuter Brüdergemeine. Dort wohnte er bis zu seinem Tod im Jahre 1984.
In den Jahren nach seiner Pensionierung widmete sich Meyer schwerpunktmäßig der Mitherausgabe der Schriften des Nikolaus Ludwig von Zinzendorf, die bis heute in zahlreichen Bänden (bis 1984: 60 Bände) mit den Abteilungen ‘Hauptschriften‘, ‘Ergänzungsbände zu den Hauptschriften‘ sowie ‘Materialien und Dokumente‘ vorliegen.
Neben dieser großen Aufgabe mit einer Fülle von eigenen Beiträgen ist sein literarisch-wissenschaftliches Lebenswerk durch zahlreiche weitere Veröffentlichungen gekennzeichnet. Eine vollständige Bibliographie ist in der Schrift "Zu den Anfängen der Straßburger Universität" enthalten.

## Schriften (Auswahl)
- Gnadenfrei. 13 Gedichte, Hannover 1948

- Zinzendorf. Hamburg Appel 1950
- Gnadenfrei. Eine Herrnhuter Siedlung des schlesischen Pietismus im 18. Jh. Hamburg Appel 1950
- Pietismus und Herrnhutertum in Niedersachsen im 18. Jh. Hamburg Appel 1953
- Der niederdeutsche und der südostdeutsche Mensch. Eine typologische Charakterstudie. Düsseldorf 1955
- Friedrich der Große in der öffentlichen Meinung Hannovers. Würzburg/Main: Holzner 1958, S. 143–171 (Jahrbuch der Albertus-Universität zu Königsberg/Preussen, Bd. 8)
- Gerhart Hauptmann. Würzburg/Main: Holzner 1958, S. 255–275 (Jahrbuch der schlesischen Friedrich-Wilhelm-Universität zu Breslau, Bd. 3)
- Ausgewählte Quellen zur Kirchengeschichte Ostmitteleuropas (Katalog zur Ausstellung „Zeugnisse des Evangeliums im Osten“). Ulm 1959
- Zinzendorf als Vertreter des ostdeutsch-schlesischen Frömmigkeitstypus. Würzburg: Holzner 1960, s. 69–96 (Jahrbuch der schlesischen Friedrich-Wilhelm-Universität zu Breslau, Bd. 5)
- Johann Conrad Weitz. Ein Beitrag Herrnhuts zum schwäbischen Pietismus im Anfang des 19. Jh. Wuppertal Brockhaus 1962
- Der Hallenser Pietismus und sein Verhältnis zum brandenburgisch-preussischen Staat. Würzburg: Holzner 1965, S. 59–79 (Jahrbuch der schlesischen Friedrich-Wilhelm-Universität zu Breslau, Bd. 10)
- Ausgewählte Quellen zur Politik und Geistesgeschichte Ostmitteleuropa aus der Genealogie von Meta Meyer geb. Braukmann. Neustadt-Aisch Degener 1979
- Die Friedeberger Schäfersippe Lentz in der Neumark. Eine genealogisch-charakterologische Studie mit Vorfahren, Nachfahren und Patenlisten. Neustadt-Aisch Degener 1982